# Madelon Catteau
Pour les articles homonymes, voir Catteau.
Madelon Catteau est une nageuse française, spécialisée dans la nage en eau libre, née le 28 mai 2003 à Castres.

## Carrière

### 2018: les débuts en eau libre
Madelon Catteau a débuté les compétitions internationales en eau libre en 2018 en intégrant l'équipe de France junior d'eau libre. Cette même année, elle participe aux Championnats d'Europe juniors (Malte, juillet 2018) et Championnats du Monde juniors (Eilat, Israël, septembre 2018). Elle devient championne du Monde junior avec le relais français aux Championnats du Monde juniors de septembre 2018.

### 2019: première médaille internationale en individuel
Elle obtient la médaille de bronze aux Championnats d'Europe juniors de juillet 2021 à Racice, en République Tchèque. C'est sa première médaille internationale en individuel.

### 2021: médailles nationales
En 2021, elle obtient ses premières médailles nationales toutes catégories : elle est médaillée de bronze du 10 kilomètres des Championnats de France de natation en eau libre 2020 à Jablines. 
Aux Championnats de France d'hiver de natation 2021 à Montpellier, elle est médaillée de bronze du 800 mètres nage libre et du 1 500 mètres nage libre. 
Elle termine 13ème de la finale de la Coupe du Monde d'Abu Dhabi en décembre 2021.

### 2022: sacre Européen chez les juniors et médaille européenne toutes catégories
Elle obtient aux Championnats d'Europe juniors de natation 2022 à Setubal le titre de Championne d'Europe junior.
Elle remporte la médaille de bronze du relais mixte 5 kilomètres lors des Championnats d'Europe de natation 2022 à Ostie,.
Elle obtient aux Championnats de France de natation en eau libre 2022 à Canet-en-Roussillon  la médaille d'or du 10 km.
Elle remporte aux Championnats de France de natation en petit bassin 2022 à Chartres  la médaille d'or du 1 500 mètres nage libre et la médaille d'argent du 800 mètres nage libre.